# Tourisme au Chili
 (août 2014).
Si vous disposez d'ouvrages ou d'articles de référence ou si vous connaissez des sites web de qualité traitant du thème abordé ici, merci de compléter l'article en donnant les références utiles à sa vérifiabilité et en les liant à la section « Notes et références ».
Cet article traite de différents aspects du tourisme au Chili.
Le Chili est un pays d’Amérique du Sud partageant ses frontières avec le Pérou au nord, la Bolivie au nord-est et l’Argentine à l’est. Le gouvernement revendique aussi une possession sur le continent Antarctique. L'étendue de ce territoire serait d'environ 1 236 000 kilomètres carrés. L'île de Pâques, située à 3 000 kilomètres de Valparaíso, la ville aux mille couleurs, déclarée patrimoine culturel de l'humanité par l'UNESCO depuis 2003, fait partie du Chili depuis 1884.

## Attraits touristiques
La diversité de son climat et de ses paysages en fait une destination de voyages privilégiée par les touristes du monde entier. Ainsi, on y découvre notamment le désert d'Atacama, le désert le plus aride au monde, ainsi que ses diverses lagunes comme La Lagune Miscanti et Miñiques. Son salar est peuplé par différentes espèces de flamants roses, notamment le flamant rose andin, qui viennent s’y abreuver. Par ailleurs, les geysers d'El Tatio sont aussi une attraction majeure de la zone. Ils se mettent en activité le matin entre 5H et 7H, et on peut observer leurs fumées s’élever sur le salar.
Par ailleurs, le Chili est aussi caractérisé par un réseau fluvial prolifique. Ainsi dans la région des lacs et des volcans de Pucón, on peut y pratiquer, le ski, en hiver comme en été, mais aussi des sports nautiques comme le rafting, le kayak. On peut aussi s’aventurer à gravir de nombreux volcans de la zone comme le volcan Osorno, près de Puerto Montt.
La Patagonie chilienne s’étend de Puerto Varas jusqu’aux portes de l’Antarctique. Le tourisme y est avant tout conseillé durant les mois de novembre à avril, à cause des conditions climatiques qui peuvent s’y avérer rudes, notamment avec de fortes chutes de neige et des vents puissants. On y observe un climat totalement distinct accompagné de paysages enneigés, vierges de toute activité humaine. De nombreux parcs nationaux existent dans la zone, le plus connu étant le Parc National Torres del Paine, près de Puerto Natales.
Enfin, l’île de Pâques appartient aussi au territoire chilien. Cependant, on note toujours sur l’île des rites et des coutumes propre à la culture Rapa Nui, qui n’a pas perdu de son authenticité. On peut observer 887 moaïs sur l’île, ces statues de plusieurs mètres haut, sculpté dans la pierre des volcans de la zone, qui représentent les vestiges d’une civilisation ainsi qu’attestant des mystères de l’île habitée la plus isolée au monde.

### Filmographie
- Le Chili et l'île de Pâques, film documentaire, Globe Trekker, Pilot Productions, 2007, 60 min (DVD)